# Perivoj Gospe od zdravlja
Perivoj Gospe od zdravlja prostire se između zadarskog Trga tri bunara i Crkve Gospe od Zdravlja.
Trg tri bunara nastao je već u srednjem vijeku kad su Mlečani na sjevernom vrhu zadarskog poluotoka sagradili kaštel s obrambenim jarkom. Tada je porušen veći broj kuća kako bi se stvorio brisani prostor ispred kaštela. Na mjestu obrambenog kanala oko 1570. godine izgrađena je cisterna s tri bunarske krune po čemu je cijeli prostor dobio ime. Nedugo zatim sagrađena je i manja okrugla crkva Gospe od kaštela (zdravlja) koja je kasnije i produžena. 
Trg se brižljivo uređuje tek od 1865. godine kada je sagrađeno "Novo kazalište" na jugoistočnom dijelu trga kada ovaj dio grada dobiva na važnosti, pa je to bila prilika da se prostor trga ozeleni. Perivoj je vjerojatno podignut ipak malo kasnije, jer se na razglednici iz 1885. godine vide mlada stabla s kolcima koja ih pridržavaju. 
Perivoj je podignut između cisterne, Arsenala, kazališta i crkve Gospe od zdravlja, a u njemu su zastupljene uglavnom mediteranske vrste drveća i grmlja. Kasnijim probojem ceste između perivoja i cisterne gubi se ugođaj trga, a slikovite bunarske krune ostaju izolirane i zaboravljene.
U novije vrijeme, posebice nakon obnove crkve, perivoj se ponovno obnavlja i uređuje novim ukrasnim drvećem i cvjetnjacima. U perivoju se nalazi i šesnaest brončanih poprsja zaslužnih Zadrana, pa se stoga naziva i "perivojem od slave".